# La Seine Musicale
La Seine Musicale es un centro de música y artes escénicas ubicado en la Île Seguin, una isla en el río Sena entre Boulogne-Billancourt y Sèvres, en las afueras occidentales de París, Francia.

## Programa
La Seine Musicale abrió el 22 de abril de 2017 con un concierto de la Orquesta Insula, acompañada por el Cor Accentus, dirigido por Laurence Equilbey. Durante su semana de apertura, el 21 de abril de 2017, Bob Dylan se convirtió en el primer artista en ofrecer un concierto de música. El 8 de diciembre de 2018, el recinto acogió el sorteo final de la Copa Mundial Femenina de Fútbol de 2019.
El 20 de mayo de 2021, la Unión Europea de Radiodifusión (UER) y la emisora francesa France Télévisions anunciaron que el centro acogería el Festival de la Canción de Eurovisión Junior 2021. El concurso, que tendrá lugar el 19 de diciembre de 2021, será el primer país en el que Francia organiza de Jóvenes Bailarines de Eurovisión de 1999 en Lyon.